# 월금
월금(月琴)은 중국 발상의 탄현악기의 하나이다. 악기분류법에 따르면 사부악기로, 한국, 일본, 베트남 등지에도 전해졌다.

## 개요
류트 계통에 속하는 악기이며, 한국의 월금은 보름달과 같이 둥근 공명통에 긴 목을 달며 목에 주(柱)를 여러 개 붙이고, 목과 통에 걸쳐 줄을 4개 매어 손가락으로 뜯는다. 『악학궤범』에 의하면, 둥근 몸통에 긴 목을 지녔고 넉 줄로 구성되어 있다. 중국의 월금은 목의 길이가 짧으며 시대와 지역에 따라 대체로 2~4줄로 구성되어 왔다.
10품에서 24품의 품에 현을 엄지손가락을 제외한 손끝으로 누른 채 현을 튕겨 소래를 낸다. 연주할 때는 의자에 앉아서 월금을 다리에 올려두고 통을 자신의 몸에서 조금 떨어뜨린 채 튕긴다. 악기를 만드는 재료는 당비파와 같으며, 줄은 4현, 주는 13괘이다. 조현법은 당비파 향악식과 같다.

## 역사
월금의 기원은 완함비파 또는 완(阮)이라고도 하는데, 이는 죽림칠현의 완함(阮咸)이 이 악기를 잘 연주했다는 설화에서 유래한다. 자세한 유래는 알 수 없으나 중국의 소수민족인 이족의 통이 육각형인 육각통 월금이나 목이 긴 형태의 월금도 있다.
한국에서는 357년의 고구려 안악 3호분과 삼실총 벽화에서 완함이 처음 나타나며 《악학궤범》의 월금과 매우 닮았다. 백제 향로에도 비슷한 악기를 연주하는 악사의 모습이 묘사되어 있다. 완함은 고구려악에서 독주악기 또는 거문고와 퉁소와 합주하는 반주 악기로 쓰였다고 추정된다. 삼국시대 이래의 문헌자료에서 완함이 더 이상 나타나지 않은 것으로 보아 향비파나 당비파에 밀려난 것으로 보인다.
월금이라는 명칭은 《세종실록》에 처음 등장하고 《악학궤범》에서 당악기의 일종으로 상세히 도설되어 있다. 《진연의궤》에 따르면 한국에는 1901년 이래 연주법이 끊겨 4현 13괘의 악기만 전해 내려오다가, 1988년 서울대학교 이성천 교수가 주를 26괘로 늘려 복원 개량했다.

## 같이 보기
- 중국 음악

## 참고 자료
1. ↑  “월금(月琴) - 한국민족문화대백과사전”. 2021년 5월 26일에 확인함.
2. ↑  張師勛 (1995). 《韓國樂器大觀》. 서울대학교 출판부. ISBN 89-7096-140-2.